# Abu Uthman Said ibn Hakam al-Qurashi
Abu Uthman Said ibn Hakam al-Qurashi (Tavira, 30 december 1204 - Ciutadella de Menorca, 9 januari 1282) (Arabisch: أبو عثمان سعيد بن الحكم القرشي) was de eerste emir van de taifa Minorca op het eiland Minorca (Arabisch: Manurqa), van 1234 tot 1282.
Said ibn Hakam studeerde filologie in Sevilla, de toenmalige hoofdstad van Al-Andalus. Gedurende een periode van interne conflicten trok hij naar Noord-Afrika naar de steden Béjaïa en Tunis en diende daar als secretaris aan het hof van de Almohaden.
Vanuit Majorca (Mayurqa) werd hij in 1227 als belastinginner (al-Motaserrif) naar Minorca gestuurd. Toen Jacobus I van Aragón in 1231 Majorca veroverde kwam hij met de kadi Abu Abd Allah Mohammed en de 300 voornaamste personen van het eiland overeen dat Minorca een vazalstaat werd van het koninkrijk Aragón. Het Verdrag van Capdepera werd getekend op 17 juni 1231.  Minorca werd schatplichtig aan de koning van Majorca (Jacobus I) en ontving daartegenover militaire steun en autonomie. Abu Abd Allah Mohammed werd de heerser van Minorca.
In juni 1234 kwam Said ibn Hakam door een coup aan de macht. In het nieuwe verdrag met Jacobus I werd opgenomen dat hij als rais of emir de onafhankelijke heerser van het eiland was. Hij bleef wel schatplichtig.
Na zijn overlijden in 1282 in Madina al Jazira (Ciutadella de Menorca) werd hij opgevolgd door zijn zoon Abu Umar ibn Said.
Said ibn Hakam was een belangrijke islamitisch intellectueel persoon in de 13de eeuw. Hij had kennis van islamitisch recht, medicijnen, grammatica, filologie en dichtkunst. Hij bezat een grote bibliotheek in Madina al Jazira. Sommige exemplaren zijn bewaard gebleven in de bibliotheek van El Escorial. Het grootste gedeelte is tijdens een schipbreuk in ca. 1287 voor de Noord-Afrikaanse kust verloren gegaan.